# Ida (hrabina Boulogne)
Ida (ur. w 1161, zm. w 1216) – hrabina Boulogne od 1174.

## Życiorys
Ida była starszą spośród dwóch córek Mateusza I z rodu hrabiów Flandrii i hrabiny Boulogne Marii, córki króla Anglii Stefana z Blois. Ponieważ jej ojciec nie pozostawił męskiego potomka została ona dziedziczką hrabstwa Boulogne, które wobec jej młodego wieku trafił w zarząd jej stryja, hrabiego Flandrii Filipa. W 1181 Ida poślubiła Gerarda, najstarszego syna hrabiego Geldrii Henryka I. Ten jednak zmarł już w końcu 1182. W 1183 Ida po raz drugi wyszła za mąż, za księcia Zähringen Bertolda IV. Ten zmarł w 1186. W 1190 Ida poślubiła Renalda I, hrabiego Dammartin, zmarłego w 1217. Z tego trzeciego małżeństwa pochodziła jedyne dziecko Idy, córka Matylda (urodzona ok. 1200), żona hrabiego Clermont Filipa Hurepela, a następnie przyszłego króla Portugalii Alfonsa III.
W źródłach z epoki Ida jest przedstawiana jako niespokojna i lekkomyślna kobieta, która miała licznych kochanków. Znamienna jest historia jej małżeństwa z Renaldem. Ten pochodził z rodziny o niewielkim znaczeniu i gdy poprosił wuja Idy o jej rękę, ten odmówił. Ida zamierzała poślubić Arnolda z Guines (tym razem z własnego wyboru), Renald jednak uprowadził Idę do Lotaryngii. Ta zapewne uległa urokowi Renalda, poślubiła go i pomogła mu uwięzić konkurenta do jej ręki.